# Ansamblul urban IX, Timișoara

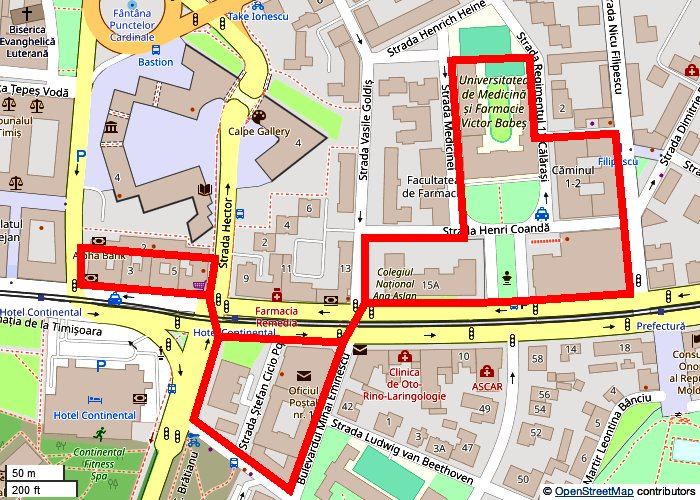
Localizarea și limitele ansamblului

Ansamblul urban IX este o zonă din cartierul Cetate al Timișoarei, declarată monument istoric, având codul LMI TM-II-a-B-06114.

## Descriere
Ansamblul este format din clădirile situate pe frontul de nord al bd. Revoluției 1989 între străzile Martin Luther și Hector, clădirile Băncii Naționale, a Poștei Mari, a Colegiului Național Ana Aslan, a rectoratului și a căminelor 1–2 ale Universității de Medicină și Farmacie și a Palatului Prefecturii. Aceste clădiri au fost construite la începutul secolului al XX-lea și în perioada interbelică, pe locul curtiei și contragărzilor dintre bastionele Theresia și Joseph al Cetății Timișoara, ale cărei fortificații fuseseră demolate la începutul secolului al XX-lea. În urma demolării, planurile de dezvoltare ale orașului vizau legarea cartierului Cetate cu cartierele istorice Fabric și Iosefin-Elisabetin, ansamblul de față începând legarea cu Fabricul.
În zona verde dintre Colegiul Național Ana Aslan și Palatul Prefecturii se află bustul lui Eftimie Murgu (A), bronz realizat în 1965 de sculptorul Artur Vetro.

## Clădiri care fac parte din ansamblu
| Poz. | Descriere | Adresă, Coordonate                                                             | Data autorizării/ data terminării, Arhitect                                                                    | Imagine | Note                               |
| ---- | --- | ------------------------------------------------------------------------------ | --- | ------- | ---------------------------------- |
| 1    | Palatul Băncii „Timișiana” înainte de Primul Război Mondial, Banca „Victoria” în perioada interbelică, actual Banca Italo-Română. Stilul anilor 1900 cu elemente clasiciste. Decorat cu coloane din ordinul doric. Interiorul reamenajat în 1938 de arh. Silvestru Răfiroiu. | Bd. Revoluției din 1989, nr. 1 45°45′22″N 21°13′57″E / 45.7560°N 21.2325°E     | 28 iul 1911 1912 Károly Rainer⁠(d) (arhitect), József Krémer sr. (constructor), József Krémer jr. (constructor) |         | [ 7 ] [ 8 ] [ 9 ]                  |
| 2    | Palatul Jenő Klein. Stil Secession geometrizat. Bovindouri la ferestre. | Bd. Revoluției din 1989, nr. 3 45°45′21″N 21°13′58″E / 45.7559°N 21.2328°E     | 28 iul 1911 1912 László Székely                                                                                |         | [ 8 ] [ 10 ]                       |
| 3    | Palatul Lipót Gombos. Stil Secession geometrizat. Bovindouri la ferestre. | Bd. Revoluției din 1989, nr. 5 45°45′21″N 21°13′59″E / 45.7559°N 21.2331°E     | 22 dec 1911 1912 László Székely                                                                                |         | [ 8 ] [ 10 ]                       |
| 4    | Palatul dr. Ciobanu. Stil Secession cu elemente neoclasiciste și baroc. Fronton decorat cu un ciobănaș și o țărancă cu suveica. | Bd. Revoluției din 1989, nr. 7 45°45′21″N 21°14′00″E / 45.7559°N 21.2334°E     | 1926 Mathias Hubert                                                                                            |         | [ 8 ] [ 10 ] [ 11 ]                |
| 5    | Banca Națională a României, Sucursala Timiș, fosta Bancă Austro-Ungară înainte de Primul Război Mondial și Banca de Stat în perioada interbelică. Stil Secession cu coloane ionice „colosale” (pe două niveluri).                                                            | Bd. Ion C. Brătianu, nr. 1 45°45′18″N 21°14′02″E / 45.7551°N 21.2338°E         | 5 nov 1903/ 25 oct 1904 József Hubert                                                                          |         | [ 12 ] [ 13 ] [ 14 ] [ 15 ] [ 16 ] |
| 6    | Poșta Mare. Stilul anilor 1900, curentul Secession eclectic. | Bd. Revoluției din 1989 nr. 2 45°45′18″N 21°14′05″E / 45.7551°N 21.2346°E      | 15 apr 1915/ 1914 Ignác Alpár                                                                                  |         | [ 7 ] [ 17 ] [ 16 ]                |
| 7    | Căminul ucenicilor, actual Colegiul Național „Ana Aslan”. Stil modern internațional („stil cubist”). | Bd. Revoluției din 1989 nr. 15 45°45′21″N 21°14′09″E / 45.7559°N 21.2359°E     | 15 mar 1935/ nov 1937 Tașcu Ciulli (arhitect), Mihai Doliner (constructor)                                     |         | [ 18 ] [ 19 ] [ 20 ] [ 21 ]        |
| 8    | Rectoratul Universității de Medicină și Farmacie „Victor Babeș”, fostul liceu „Banatia”. | Bd. Revoluției din 1989 nr. 2 45°45′24″N 21°14′12″E / 45.7568°N 21.2367°E      | 1924/ 29 aug 1926 Mathias Hubert Michael Wolf                                                                  |         | [ 6 ] [ 11 ] [ 22 ]                |
| 9    | Căminele 1–2 ale Universității de Medicină și Farmacie „Victor Babeș”, fost Seminarul Teologic Romano-Catolic. | Str. Regimentul 13 Călărași, nr. 2 45°45′24″N 21°14′15″E / 45.7567°N 21.2375°E | 1914/ 1916 Ernő Foerk                                                                                          |         | [ 23 ] [ 24 ] [ 25 ] [ 26 ]        |
| 10   | Palatul Prefecturii Județului Timiș. Stil modern interbelic cu elemente clasiciste | Bd. Revoluției din 1989 nr. 17 45°45′22″N 21°14′15″E / 45.7560°N 21.2376°E     | 1938/ 1943 Victor Vlad (arhitect), arh. Constantin Pucariu (constructor)                                       |         | [ 22 ] [ 27 ] [ 28 ]               |